# Santa Maria de Madrencs
Santa Maria de Madrens, Madrencs o Madrenys és una capella del terme de Vilablareix (Gironès).

## Etimologia deMadrens
El nom ve de Maderns (del llatí MATERNUS, matern), canviat en Madrens (per metàtesi de la r), amb un desenvolupament parallel amb Cabrenç d'aquest punt: és a dir, canviant -ns en -ncs o -nys. El Diccionari Aguiló documenta com a cognom Madrens el 1469 i Madrenchs el 1449 a Barcelona, i Madrenys a Barcelona i Girona. La capella de la parròquia de Vilablareix apareix grafiada Santa Maria de Madrenchs en un escrit del s. XVIII (ib.); Miret i Sans també es refereix a aquesta església com Santa Maria dels Madrencs mentre la GEC ho fa com Santa Maria de Madrenys (vegeu l'article Madern, Maderns a l'Onomaticon Cataloniae de Joan Coromines). El DCVB dona Madrencs com a nom d'un torrent al terme de Vilablareix.